# Alan Blaikley
Alan Tudor Blaikley (Hampstead, Londen, 23 maart 1940 – 4 juli 2022) was een Engelse liedjesschrijver en producer.

## Levensloop
Blaikley doorliep de University College School, een particuliere middelbare school in Hampstead, en studeerde klassieke talen en Engels aan de Universiteit van Oxford. Samen met Ken Howard en Paul Overy, die hij kende van de University College School, zette hij in de vroege jaren zestig als freelancer een reeks projecten op, variërend van het uitgeven van een tijdschrift met een bijbehorende boekenreeks tot het schrijven van scenario’s voor radioprogramma’s.
Samen met Ken Howard begon hij liedjes te schrijven. In februari 1964 maakte het duo kennis met The Sheratons, de groep die later The Honeycombs zou gaan heten. Die groep zette een van hun nummers, Have I the Right?, op de plaat, en dat werd een groot succes. Het was de eerste van een lange reeks hits van de hand van Howard en Blaikley. Ze schreven in de jaren zestig en de vroege jaren zeventig behalve voor The Honeycombs nummers voor onder meer Dave Dee, Dozy, Beaky, Mick & Tich, The Herd, Sacha Distel, Engelbert Humperdinck, Lulu en Elvis Presley. Behalve Have I the Right? zijn andere bekende nummers van het duo:
- Dave Dee, Dozy, Beaky, Mick & Tich, Hold Tight! (1966)
- Dave Dee, Dozy, Beaky, Mick & Tich, Bend It! (1966)
- Dave Dee, Dozy, Beaky, Mick & Tich, Save Me (1966)
- Dave Dee, Dozy, Beaky, Mick & Tich, Okay! (1967)
- Dave Dee, Dozy, Beaky, Mick & Tich, Zabadak! (1967)
- Dave Dee, Dozy, Beaky, Mick & Tich, The Legend of Xanadu (1968)
- The Herd, From the Underworld (1967)
- The Herd, I Don’t Want Our Loving To Die (1968)
- Lulu, March! (de achterkant van Boom Bang-a-Bang) (1969)
- Engelbert Humperdinck, Love Can Fly (op de lp Engelbert) (1969)
- Elvis Presley, I've Lost You (1970)

Howard en Blaikley traden ook op als managers van The Honeycombs (1964-1966), Dave Dee, Dozy, Beaky, Mick & Tich (1964-1969) en The Herd (1967-1968). In de jaren zeventig stapte het duo over op de productie van musicals en het schrijven van filmmuziek, onder meer voor de televisieserie The Miss Marple Mysteries (1984–1992).
In 1985 schreven ze de muziek bij de toneelversie en de tv-versie van The Secret Diary of Adrian Mole, Aged 13¾, allebei bewerkingen van het gelijknamige boek van Sue Townsend.
Daarnaast was Blaikley tussen 1981 en 2003 werkzaam als psychotherapeut.
Hij overleed op 4 juli 2022 na een verblijf in een verzorgingshuis.
- Bibsys: 12023525
- Biblioteca Nacional de España: XX858133
- Bibliothèque nationale de France: cb125660229 (data)
- International Standard Name Identifier: 0000 0000 8138 3234
- Library of Congress Control Number: n86034079
- MusicBrainz: adf7640f-95d7-4f45-aa2c-95c22b48b126
- Nationale Bibliotheek van Israël: 987007319630705171
- Nationale Bibliotheek van Polen: a0000002453953
- Nederlandse Thesaurus van Auteursnamen: 124273181
- Système universitaire de documentation: 03496472X
- Virtual International Authority File: 59201122
- WorldCat: E39PBJxmyHCrp7XYcyCgXcT8md